# Mieko
Mieko（みえこ、1969年3月14日 - ）は、日本のタレント、ヨガインストラクター、元ファッションモデル。旧姓、栗尾（くりお）。2021年5月よりMiekoとして活動している。
京都府出身。アメリカ・ハワイ在住。パールダッシュ所属。元『Mart』レギュラーモデル。元夫は元大相撲力士で第66代横綱若乃花（3代目）、現タレントの花田虎上。
血液型B型。日本在住時代の愛車はポルシェ・カイエンS。

## 略歴
京都府で生まれ、その後、東京都に転居する。成城学園中学校在籍時よりファッション雑誌『Olive』の読者モデルとして活動し人気を博す。後にオリーブ初の専属モデルとなった。成城大学在学中、オリーブ専属から外れ『an・an』などのファッション雑誌に登場。1991年日本航空に入社、客室乗務員として勤務する。在職中、ステイ先での合コンで大相撲力士の若花田（花田勝、現・花田虎上）と知り合い、1994年6月に結婚。1995年に長男、1996年に長女、1998年に次女、2001年に三女と4人（1男3女）の子どもをもうけるも、2002年より別居、2007年10月2日に離婚届を提出。『女性セブン』（2007年10月18日号）で「夫の度重なる浮気が主原因」と離婚に至る経過を語っている。一方で、『週刊現代』（2007年10月22日発売)で勝と別居時、11歳年下の若手俳優・青木堅治と不倫関係にあったと報じられた。4人の子供の親権は美恵子が持つことになった。
『女性セブン』（2009年3月26日号）にて、2009年4月から4人の子供とハワイに移住することを、インタビューで語っている。
離婚後は、家族内で何かあるたびに自宅の前に記者が張り込んでいる生活にストレスを感じ、4人の子供を伴ってアメリカ・ハワイに移住。
『女性セブン』（2009年5月14.21日GW合併特大号)で隔週連載「シングルマザー日記 美恵子さん from Hawaii」をスタートした。
2012年よりタレント活動を開始した。
子育てが落ち着いた2015年11月にヨガのインストラクター資格を取得、2016年よりオアフ島カハラ地区にあるカハラ・ホテルでヨガ講師としてレッスンを行っている。
2018年12月、13歳年下の会社経営者との再婚を公表。
2021年5月21日、2001年生まれの末子が20歳を迎えたことを機に、今後は「花田」姓を名乗らないことを自身のInstagramを通じて発表。オフィシャルブログのタイトルやInstagramのアカウント名も「Mieko」と改めた。

## 出演

### 雑誌
- Mart（2006年 - 2009年、光文社） - 専属モデル

## 著書

### 雑誌連載
- シングルマザー日記（2009年4月 - 2010年5月、『女性セブン』〈小学館〉）